# Sissi (Film)
Sissi ist ein österreichischer Historienfilm aus dem Jahr 1955, der von den frühen Jahren der Kaiserin Elisabeth erzählt. Er basiert auf dem gleichnamigen, 1952 im Titania-Verlag in Stuttgart in zwei Teilen veröffentlichten Roman von Marie Blank-Eismann. 1933 wurde Sissi bereits in der Roman-Zeitschrift Blütenregen als illustrierter Fortsetzungsroman publiziert.
Uraufführung war am 21. Dezember 1955 in Wien, einen Tag später kam der Film in München erstmals in die deutschen Kinos. Als sich der Film als großer Erfolg an den Kinokassen erwies, folgten die Fortsetzungen Sissi, die junge Kaiserin (1956) und Sissi – Schicksalsjahre einer Kaiserin (1957). Die Sissi-Trilogie mit Romy Schneider und Karlheinz Böhm gehört zu den erfolgreichsten deutschsprachigen Filmproduktionen und zu den erfolgreichsten Filmen in deutschen und österreichischen Kinos; die Zuschauerzahlen bewegen sich zwischen 20 und 25 Millionen. Nur Der Förster vom Silberwald (28 Millionen Zuschauer) war noch erfolgreicher. Die Zahlen sind allerdings ungenau, da in dieser Zeit die Kartenverkäufe noch nicht lückenlos erfasst wurden.

## Vorgeschichte
Im Jahr 1931 kaufte Hubert Marischka die Rechte am Theaterstück Sissys Brautfahrt von Ernst Décsey und Gustav Holm. Zusammen mit seinem Bruder Ernst und den Autoren des Theaterstücks schrieb er es zu einem Libretto für ein Singspiel mit Namen Sissy um. Mit der Musik von Fritz Kreisler wurde es am 23. Dezember 1932 im Theater an der Wien uraufgeführt. Das Stück wurde, mit Paula Wessely und danach mit Hedy Kiesler und schließlich Rose Stradner in der Titelrolle, ein großer Erfolg. Die Produktion wurde bis 1936 gespielt, eine der nicht mehr sehr zahlreichen Aufführungen nach dem Zweiten Weltkrieg sah Elfriede Ott und Oskar Werner in den Hauptrollen. Für die damals beträchtliche Summe von 160.000 Dollar erwarb die amerikanische Filmgesellschaft Columbia die Rechte an dem Stück. Die Filmfassung unter dem Titel The King Steps Out wurde von Josef von Sternberg mit Grace Moore in der Hauptrolle verfilmt und war ein Erfolg an der Kinokasse.
1955 entschloss sich auch Ernst Marischka zu einer Verfilmung. Da die Rechte von der US-Version von 1936 nicht zurückgekauft werden konnten, erwarb er, um keinen Rechtsstreit zu riskieren, die Rechte an dem Roman Sissi von Marie Blank-Eisman, konzipierte das Drehbuch neu und nannte den Film wie den zugrunde liegenden Roman Sissi. Erst 2015 wurde in einem Prozess bestätigt, dass der Film Sissi tatsächlich auf dem Singspiel Sissy basiert.

## Handlung
Bayern/Österreich 1853: Prinzessin Elisabeth, genannt Sissi, ist die zweitälteste Tochter von Herzogin Ludovika und Herzog Max in Bayern. Sie wächst unbeschwert mit ihren sieben Geschwistern im elterlichen Schloss am Starnberger See auf. Das ungestüme Mädchen ist tierlieb und naturverbunden und verlebt eine glückliche Kindheit ohne standesübliche Zwänge.
Zusammen mit ihrer Mutter und ihrer älteren Schwester Helene reist die 15-jährige Sissi aus dem bayerischen Possenhofen ins österreichische Ischl. Auf Initiative der autoritären, dynastiebewussten Kaiserinmutter, Erzherzogin Sophie, soll Helene, genannt Néné, ihren Cousin, den jungen Kaiser Franz Joseph in der kaiserlichen Sommerresidenz treffen, um sich alsbald mit ihm zu verloben. Sissi kennt den Grund der Reise nicht und darf wegen ihrer jugendlich überschwänglichen Art während der Tage in Ischl an keinem gesellschaftlichen Ereignis teilnehmen. So verbringt sie die freie Zeit beim Angeln.
Dabei begegnet sie zufällig dem anreisenden Kaiser, der nicht ahnt, dass es sich bei dem hübschen Mädchen um seine jüngere Cousine Sissi handelt. Er findet Gefallen an ihr und lädt sie zu einem Jagdausflug ein. Bei diesem Treffen erfährt die überraschte Sissi von der geplanten Verlobung Franz Josephs mit ihrer Schwester Néné. Auf die Frage, wie sie denn heiße, leugnet Sissi ihre wahre Identität und sagt, man nenne sie die Liesl von Possenhofen. Wehmütig gesteht ihr der junge Kaiser, dass er den Mann, der sie, Sissi, einmal zur Frau bekäme, jetzt schon beneide – denn er solle sich mit Helene verloben. Getrieben von Loyalität zu ihrer Schwester, lässt Sissi Franz Joseph ohne weitere Erklärung alleine zurück, obwohl sie sich in den Monarchen verliebt hat.
Bei ihrer Rückkehr in die Sommerresidenz lüftet Néné das Geheimnis der Reise nach Bad Ischl: Sie werde sich mit Franz Joseph noch am selben Abend verloben. Da eine Tischdame fehlt, soll auch Sissi diesem gesellschaftlichen Höhepunkt beiwohnen, einem Ball zu Ehren des Geburtstags von Franz Joseph.
Am Abend der Geburtstagsfeier von Franz Joseph werden die adligen Besucher des Balls angekündigt und betreten den Ballsaal. Schließlich werden auch Ludovika von Bayern, ihre Tochter Néné und Elisabeth von Bayern ausgerufen und betreten den Saal. Elisabeth erhebt nach dem Hofknicks ihr Haupt und Franz Joseph erkennt erstaunt Sissi, mit der er wenige Stunden vorher noch als Liesl von Possenhofen auf der Jagd war.
Franz Joseph gesteht Sissi jetzt offen seine Liebe und bittet sie, ihn zu heiraten. Um ihre Schwester Néné nicht zu verletzen, erteilt sie ihm eine Absage. Franz Joseph aber setzt sich über die Vorbehalte seiner Mutter und Sissis Widerstand hinweg und gibt zur Überraschung aller Anwesenden die Verlobung mit der blutjungen Cousine bekannt. Die verschmähte Néné ist untröstlich und verlässt den Ball.
Zurück im heimatlichen Possenhofen sind die Hochzeitsvorbereitungen in Gange. Dennoch kann sich Sissi nicht auf ihre bevorstehende Heirat freuen, da die gekränkte Néné auf unbestimmte Zeit das gemeinsame Elternhaus verlassen hat. Als diese jedoch kurz vor der Hochzeit mit ihrem neuen Verehrer, dem Prinzen von Thurn und Taxis, nach Hause zurückkehrt, um sich mit Sissi auszusprechen, kann die junge Braut endlich glücklich ihrer Zukunft entgegensehen.
Zu den Hochzeitsfeierlichkeiten reist Sissi mit ihrer gesamten Familie an Bord des Raddampfers „Franz Joseph“ nach Wien. Viele Menschen säumen das Ufer der Donau und jubeln der zukünftigen Kaiserin von Österreich zu. Die Traumhochzeit findet statt – Sissi und Franz Joseph heiraten.
Der komödiantische Part im Film wird von Josef Meinrad übernommen, der als Major Böckl für die Sicherheit von Kaiser Franz sorgen soll und Sissi zunächst für eine Attentäterin hält. Als weitere komödiantische Figur nutzt Erich Nikowitz als Franz Josephs Vater Erzherzog Franz Karl seine Schwerhörigkeit dazu, nur das zu verstehen, was er verstehen möchte.

## Hintergrund
Die Sissi-Verfilmungen nützen Österreichs Fremdenverkehr noch heute. Die Verfilmung und ihre beiden Fortsetzungen zeigen Österreichs Landschaft als Kulisse zu einer der berühmtesten Liebesgeschichten im deutschsprachigen Raum. Erheblichen Anteil an der Gestaltung des Films haben auch die Kostüme von Gerdago und die Bauten von Fritz Jüptner-Jonstorff.
Trotz der begeisterten Aufnahme durch ihr Publikum wurde den Sissi-Filmen die Anerkennung versagt. Besonders bei der Filmkritik galten sie als typischer Kitsch. Auch die Hauptdarstellerin Romy Schneider distanzierte sich von ihrer Rolle. Romy Schneider sagte über die Filme und ihre Rolle darin in einem späteren Interview: „das pappt mein Leben lang wie Grießbrei an mir“.
Karlheinz Böhm brach mit seinem „Sissi“-Image, als er 1959 in der englischen Produktion Augen der Angst einen psychopathischen Mörder spielte, der Frauen tötet und den Augenblick des Todes mit einer Filmkamera festhält. Der Film löste einen Skandal aus und brachte für Böhm einen Karriereknick.
Der wahre Rufname der späteren Kaiserin Elisabeth in ihrer Familie lautete „Sisi“. So schrieb sie sich zumindest selber, manchmal auch „Lisi.“

### Drehorte
- Ateliers Wien-Sievering und Wien-Schönbrunn der Wien-Film[5]
- Fuschlsee. Als Kulisse für das am Starnberger See gelegene und zu der Zeit in schlechtem Zustand befindliche Schloss Possenhofen, wo die spätere Kaiserin ihre Kindheit verbrachte, diente das Schloss Fuschl am Fuschlsee im Salzkammergut.[6][7]
- Stift Heiligenkreuz – Zusammentreffen von Sissi, Ludovika und Néné mit Erzherzogin Sophie[8][9]
- Bad Ischl – Außenaufnahmen an der Kaiservilla[7]
- Raddampfer Hebe der DDSG (1986 verschrottet)[10]
- Die historische kaiserliche Hochzeit am 24. April 1854 fand nicht im Stephansdom statt, sondern in der sehr schlichten und zur Hofburg gehörenden Augustinerkirche. Die Filmaufnahmen stammen aus der Michaelerkirche.[7]
- Wachau
- Starnberger See[7]
- Wien
- Wiener Michaelerkirche[11]
- München

## Kritiken
- „Romantisch-gefühlvolle Unterhaltung im Stil anspruchsloser Heimatfilme.“ – Lexikon des internationalen Films (CD-ROM-Ausgabe), Systhema, München 1997
- „Damals, als es die Lady Di noch nicht gab, mussten die Bedürfnisse von Royalisten anders befriedigt werden, und da bot sich die für den Film entsprechend frei bearbeitete Geschichte der jungen und schönen bayerischen Prinzessin, die in zwei Fortsetzungen als österreichische Kaiserin auftrat, geradezu an. Herzallerliebst.“ – Heyne-Filmlexikon, 1996
- „Anspruchslos unterhaltsame Farbenpracht.“ – 6000 Filme. Kritische Notizen aus den Kinojahren 1945 bis 1958. Handbuch V der katholischen Filmkritik, 3. Aufl., Verlag Haus Altenberg, Düsseldorf 1963, S. 397–398
- „Romy Schneider ist taufrisch, jung, kindlich verführerisch und trägt ihre Roben mit Anmut. Karlheinz Böhm als herausgeputzter Kaiser Franz Joseph weiß sein Glück zu schätzen. Mischung aus Heimatfilm, Melodram, Märchen und prachtvoller Biedermeieridylle, die Romys große Starkarriere einleitete.“ (Wertung: 2 1⁄2 Sterne = überdurchschnittlich) – Adolf Heinzlmeier und Berndt Schulz in Lexikon „Filme im Fernsehen“ (Erweiterte Neuausgabe). Rasch und Röhring, Hamburg 1990, ISBN 3-89136-392-3, S. 751
- „Rührende Liebesromanze um die spätere österreichische Kaiserin Elisabeth im zeitgerechten ‚Gartenlaube‘-Stil. Für Liebhaber dieser Unterhaltungsware ‚aus der guaten, alten Zeit‘ ab 14 bekömmlich.“ – „Evangelischer Filmbeobachter“[12]
- „Filme haben Kaiserin Elisabeth zum Mythos werden lassen. Mit der Wirklichkeit haben sie fast nie etwas zu tun.“ – Mittelbayerische Zeitung vom 14. Dezember 2012[13]

## Auszeichnungen
- Bambi für den geschäftlich erfolgreichsten ausländischen Film 1956

## Andere Umsetzungen des Themas
1991 wurde von Christoph Böll, Neffe des Literaturnobelpreisträgers Heinrich Böll, eine weitere Verfilmung des Stoffes mit dem Titel Sisi und der Kaiserkuß in die Kinos gebracht. Der Film sollte weniger romantisch, dafür respektloser und näher an der echten Person Elisabeth sein. Hauptrollen hatten unter anderem Wichart von Roëll und Sonja Kirchberger. Es gab Streit zwischen den verschiedenen Finanziers des Films, was den Kinostart behinderte. Trotz umfangreicher Presseberichterstattung im Vorfeld floppte deshalb die Produktion. Der Film hatte nur etwa 3000 Zuschauer, durch mehrere Millionen Mark Filmförderung wurde jede einzelne Kinokarte mit einer vierstelligen DM-Summe subventioniert. Co-Produzent des Films war Wilhelm Grönemeyer, Vater des Sängers Herbert Grönemeyer und des Arztes Dietrich Grönemeyer.
Außerdem gibt es ein erfolgreiches Musical mit dem Titel Elisabeth. Seit 2012 gibt es zudem Sissi – Das Musical.
In der Comedyshow Bullyparade von Michael Herbig nimmt die Sketchreihe Sissi – Wechseljahre einer Kaiserin parodistisch auf die Sissi-Filme Bezug. Die Sketche sind mit der Filmmusik untermalt und die Darsteller Herbig und Christian Tramitz parodieren die Redeweise von Karlheinz Böhm und Romy Schneider aus den Filmen. 2007 drehte Herbig den humoristischen Animationsfilm Lissi und der wilde Kaiser.
Im ZDF und ORF wurde im Dezember 2009 eine Neuverfilmung des Lebens von Kaiserin Elisabeth in zwei Teilen gezeigt. Sie heißt Sisi. Xaver Schwarzenberger führte Regie. Die Elisabeth spielt Cristiana Capotondi, Erzherzogin Sophie wird von Martina Gedeck dargestellt.
Im Film Mädchen, Mädchen 2 – Loft oder Liebe wird der Film für ein Trinkspiel genutzt: Immer wenn das Wort „Majestät“ fällt, muss getrunken werden.
2022 schuf Marie Kreutzer mit Corsage eine Neubearbeitung des Stoffes.